# Fiscal (Huesca)
Fiscal es una localidad y un municipio situada en la provincia de Huesca, concretamente en la comarca de Sobrarbe, de la comunidad autónoma de Aragón, del Reino de España, Estado que pertenece a la Unión Europea. Está situada a 76 kilómetros de Huesca. Se halla a 768 metros sobre el nivel del mar, y cubre una superficie de 170 km². En 2019 tenía una población de 330 habitantes.

## Toponimia
Aparece citado en la documentación histórica a partir de 1042 como Fiscal, Fiscali, Fiscalem y Fiskali.

## Geografía
El municipio incluye además los pueblos de Albella, Arresa, Berroy, Borrastre, Jánovas, Javierre de Ara, Lacort, Lavelilla, Lardiés, Ligüerre de Ara, Planillo, San Felices de Ara, San Juste, San Martín de Solana, Santa Olaria de Ara, Sasé y Villamana.

## Demografía
Fiscal cuenta con una población de 379 habitantes (INE 2024).
| Gráfica de evolución demográfica de Fiscal entre 1842 y 2021 |
| |
| Población de derecho según los censos de población del INE Población de hecho según los censos de población del INEEntre el censo de 1857 y el anterior, crece el término del municipio porque incorpora a Arresa, Berroy, Borrastre, Lardiés y San Juste Entre el censo de 1970 y el anterior, crece el término del municipio porque incorpora a Burgasé |

## Administración y política
| Período     | Alcalde                   | Partido |  |
| ----------- | ------------------------- | ------- |  |
| 1979-1983   | José María Lardiés Montes | Ind.    |  |
| 1983-1987   |                           |         |  |
| 1987-1991   |                           |         |  |
| 1991-1995   |                           |         |  |
| 1995-1999   |                           |         |  |
| 1999-2003   |                           |         |  |
| 2003-2007   |                           |         |  |
| 2007-2011   | Miguel Bellosta Lardiés   | PSOE    |  |
| 2011-2015   | Manuel Larrosa Escartín   | PSOE    |  |
| 2015-Actual | Manuel Larrosa Escartín   | PSOE    |  |

| Partido político    | Partido político                                   | 2003   | 2007   | 2011   | 2015   | 2019   |
| Partido político    | Partido político                                   | Ediles | Ediles | Ediles | Ediles | Ediles |
|                     | Partido de los Socialistas de Aragón (PSOE-Aragón) | 2      | 4      | 4      | 6      | 5      |
|                     | Partido Popular de Aragón (PP)                     | 1      | 2      | 3      | 1      | 1      |
|                     | Partido Aragonés (PAR)                             | 2      | 1      | —      | —      | —      |
|                     | Ciudadanos (CS)                                    | —      | —      | —      | —      | 1      |
|                     | Izquierda Unida (IU)                               | —      | —      | 0      | —      | —      |
| Total de concejales | Total de concejales                                | 5      | 7      | 7      | 7      | 7      |

## Monumentos
- Iglesia parroquial de la Asunción
- Portada románica procedente de la iglesia de Jánovas, localidad despoblada
- Torre Costa de Fiscal
- Batán procedente del pueblo abandonado de Lacort (Fiscal)
- Ermita de Jesús
- Ermita de San Salvador
- Cueva del Santo Viejo, en la que conservan pinturas rupestres
- Recinto Fortificado de Lavelilla

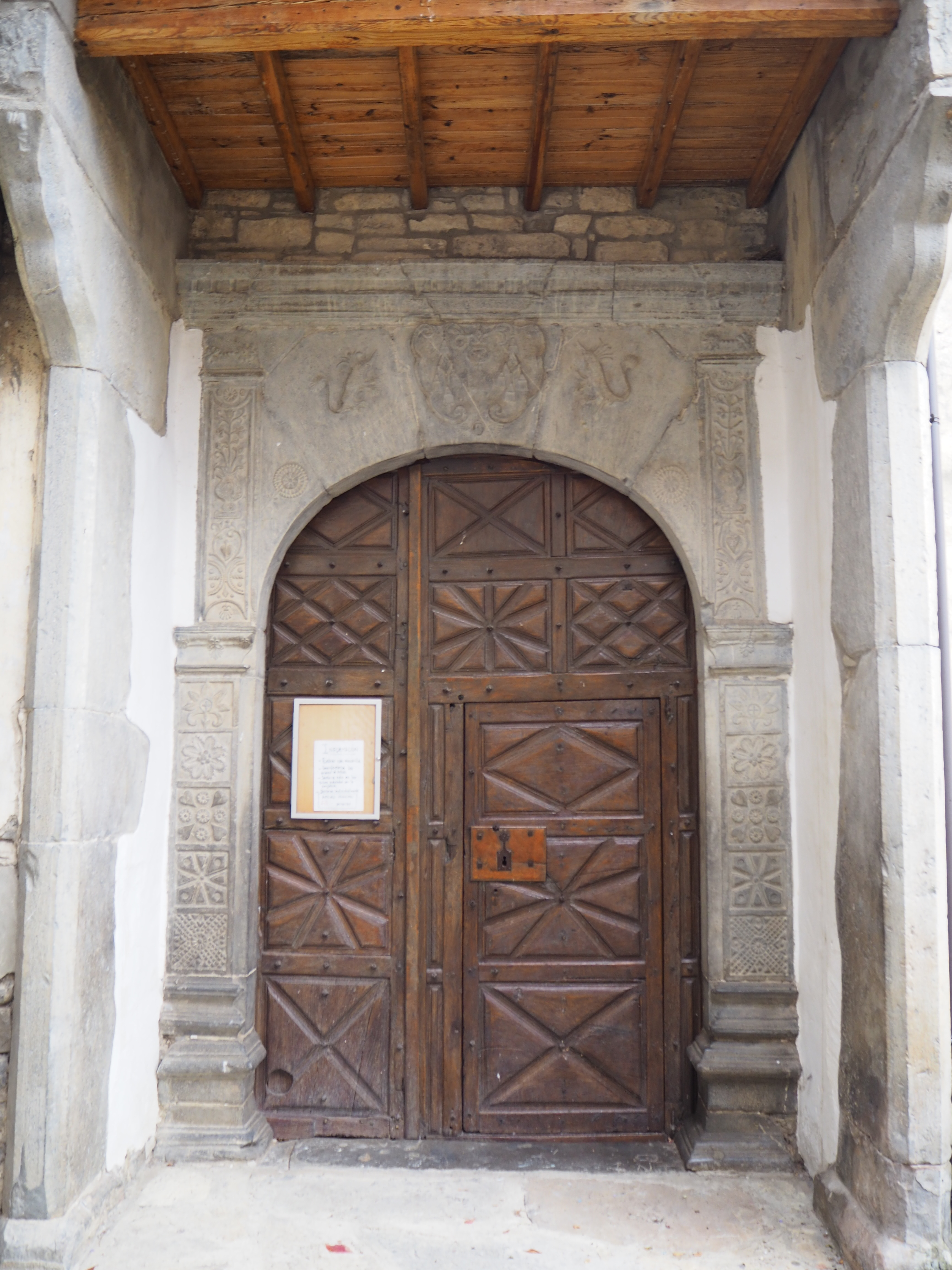
Portada de la parroquia de la Asunción (siglo XVI)
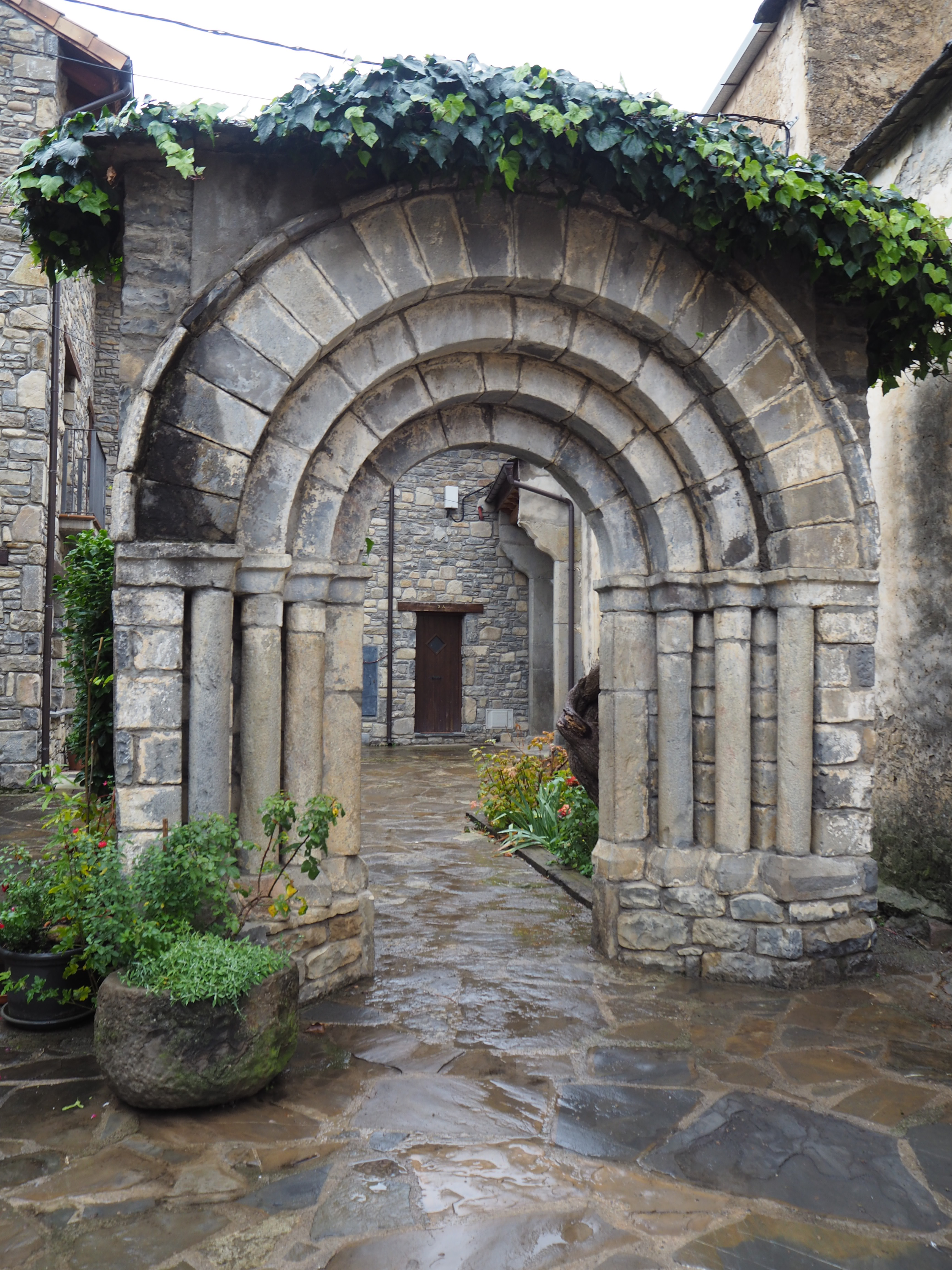
Portada románica procedente de Jánovas
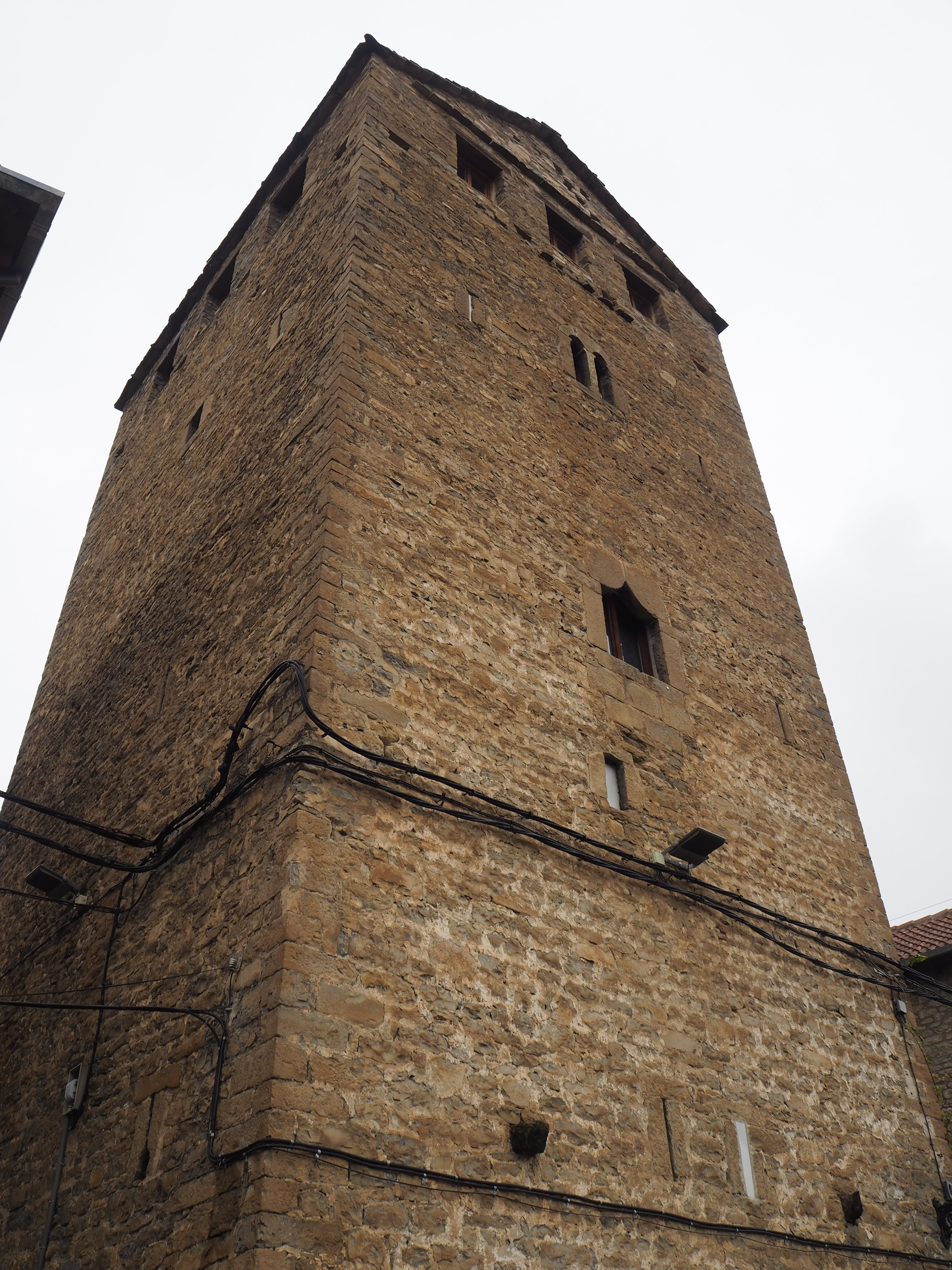
Torre Costa, fachadas sur y oeste
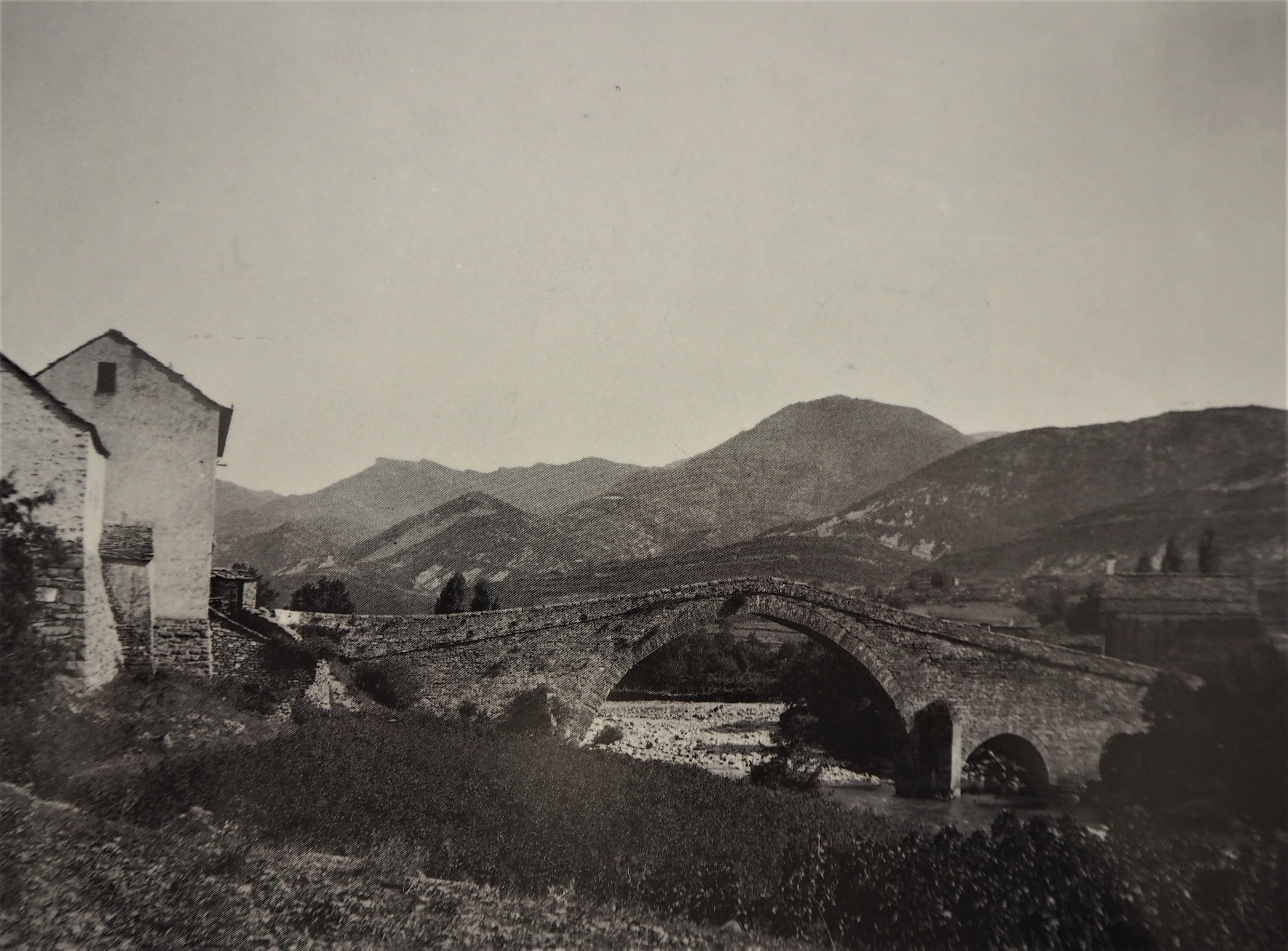
El puente medieval en 1911
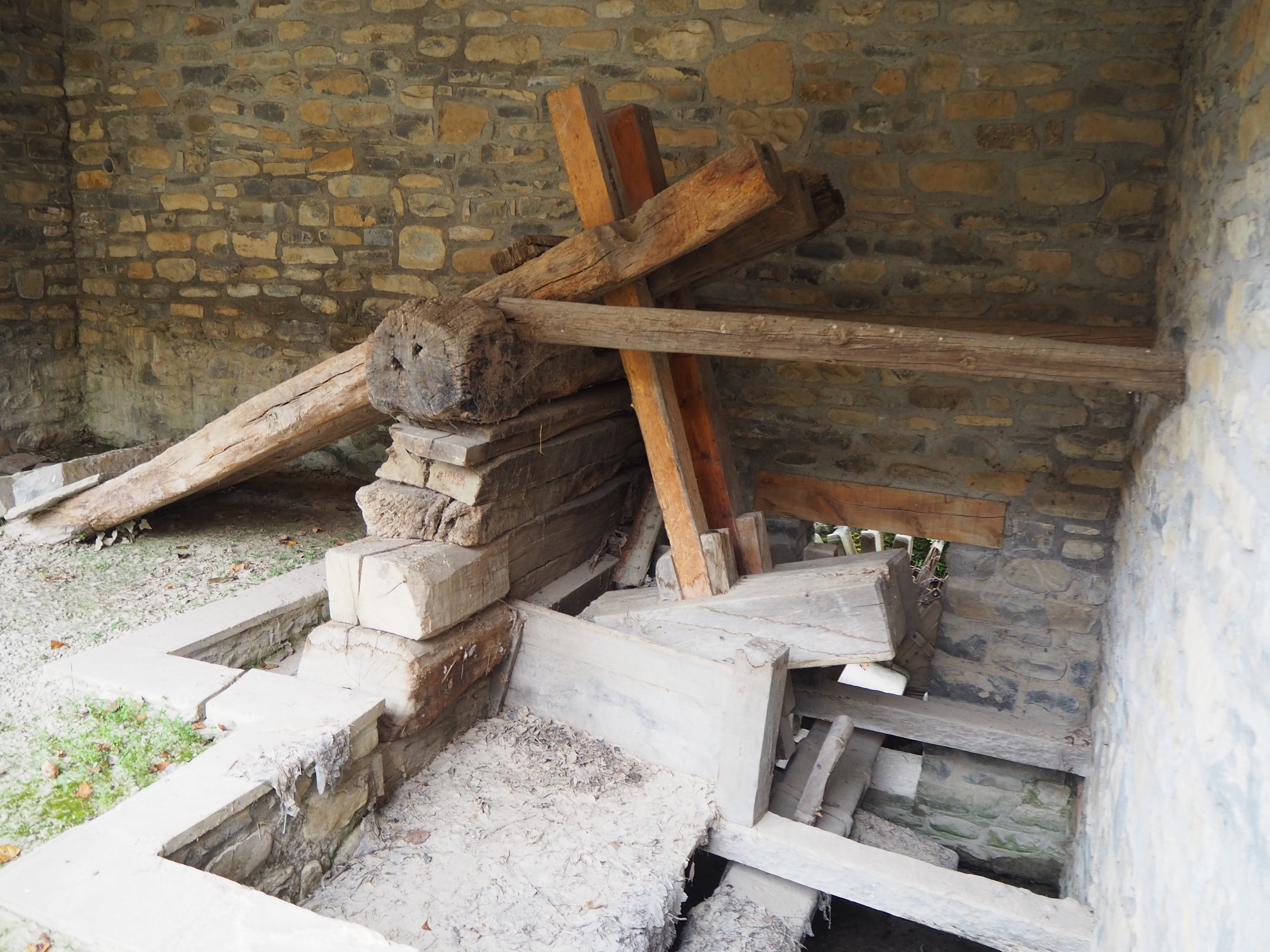
Batán de Lacort
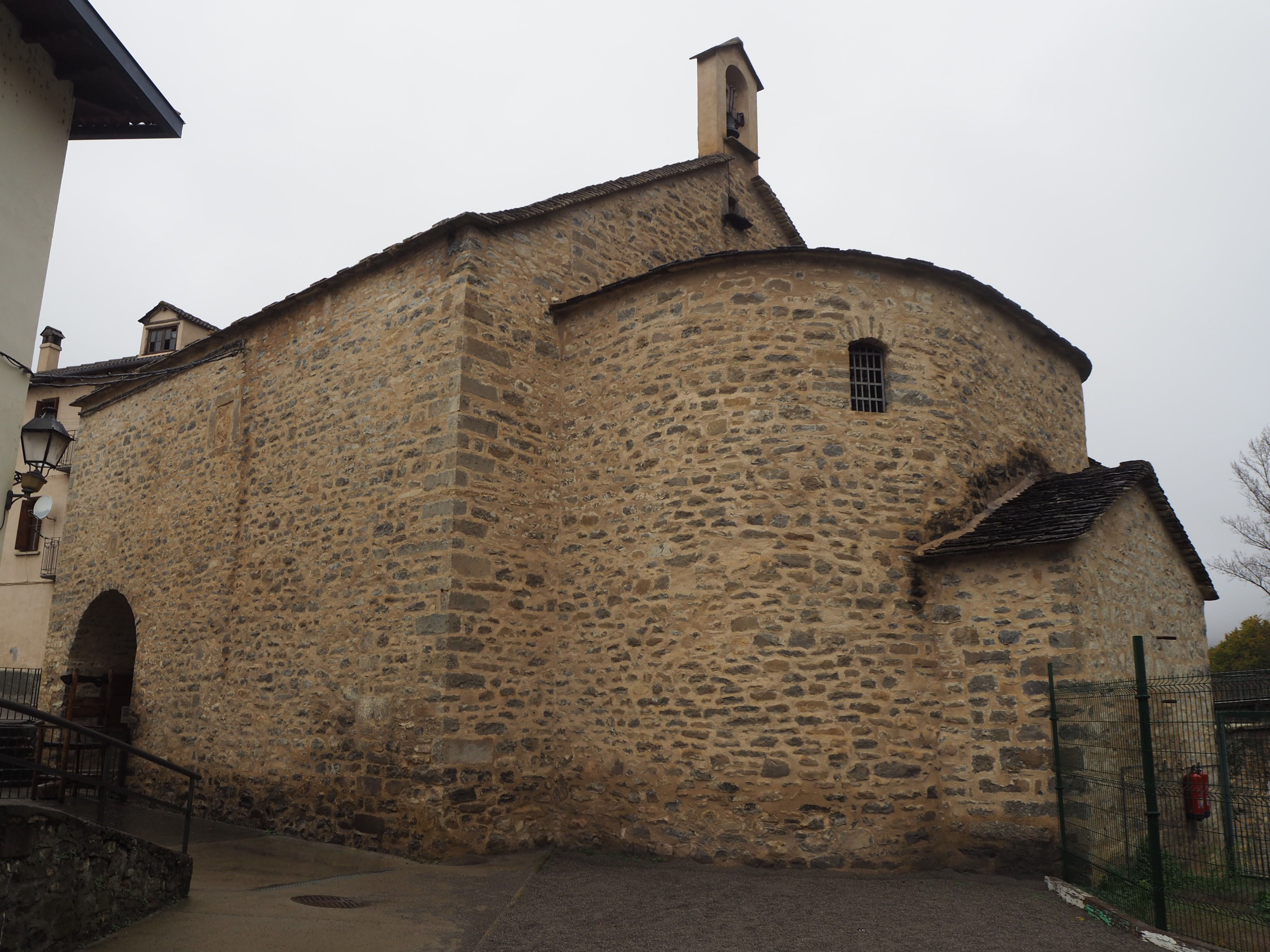
Ermita de Jesús